# PC Globe
PC Globe fue un atlas de software para PC en MS-DOS.
Distribuida en disquete, el programa se divide en varios menús que permitían acceder a los datos. La base de datos incluye un mapa geográfico del mundo, con la posibilidad de seleccionar el país de interés. Para cada estado son los mapas y la información (por ejemplo, el marco político, la situación demográfica, información turística etc.) disponibles.
Después de más de 20 años después de la publicación, el software de base de datos se considera obviamente obsoleto. Los requisitos mínimos del sistema de software son un procesador de 8086, 640 KB de RAM y una tarjeta gráfica CGA, EGA o VGA.

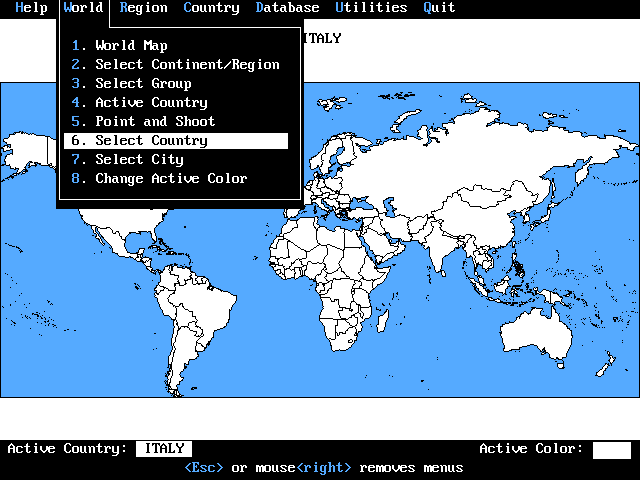
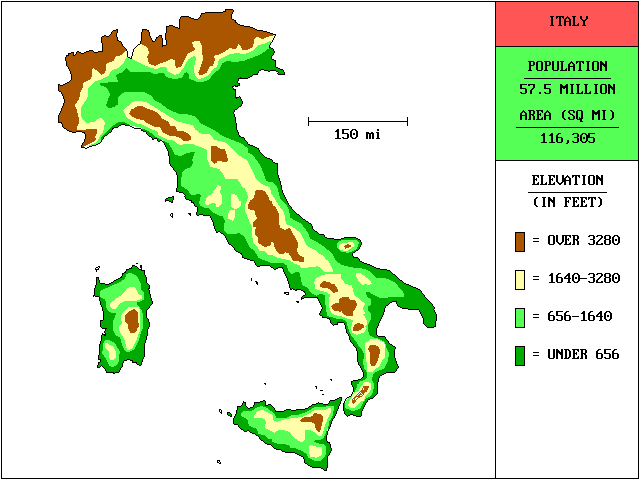
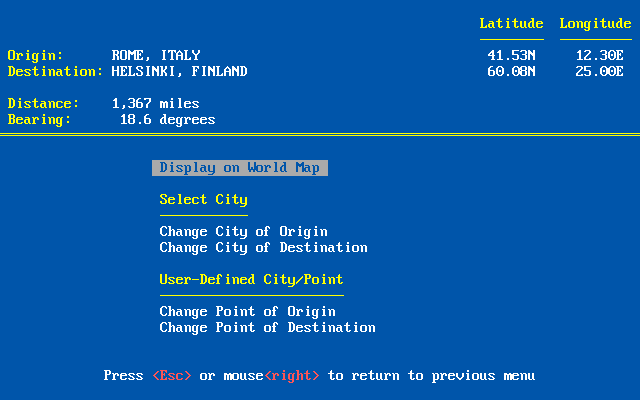

- Datos: Q3887973